# Ombline Desbassayns
Marie Anne Thérèse Ombline Desbassayns (3 de julio de 1755 – 4 de febrero de 1846) fue una francesa plantadora y comerciante de esclavos en la isla francesa de Reunión. Fue una de las principales poseedoras de esclavos de la isla después de enviudar en 1800 y hasta su muerte, y jugó una función significativa en la economía e industria esclavista de la colonia.  Devino una figura destacada en el folclore local, y una de las figuras más conocidas de la historia de la isla.

## Vida
Ombline Desbassayns nació en Saint-Paul en Reunión. En 1770, se casó con el plantador Henri Paulin Panon Desbassayns (1732-1800) y tuvieron tres hijos, Philippe, Charles y Joseph Desbassayns. Cuando quedó viuda, se hizo cargo de los negocios de su difunto cónyuge y disfrutó una larga y exitosa carrera en la gestión y expansión de la industria de la plantación de azúcar y café en la isla con la ayuda de mano de obra esclava.
No se sabe que Desbassayns haya sido sido cruel durante su vida -  por ejemplo, se observa que fue una devota católica y fundó un hospital para el uso de pacientes esclavos. Sin embargo después de su muerte, Ombline Desbassayns se acabó transformando en un símbolo de la época de esclavitud en la isla (la esclavitud fue abolida en 1848, solo dos años después de su muerte), y se hizo común reprochar a personas que actuaran cruelmente diciendo que la época de Madame Desbassayns hacía mucho tiempo que había pasado y un comportamiento cruel ya no era aceptable. Una leyenda reclamaba que el volcán Pitón de la Fournaise una vez entró en erupción porque Desbassayns había enterrado sus pecados en él. En el folclore local, Ombline Desbassayns se ha acabado asociando con la bruja demoníaca Grand-mère Kalle.